# Langenbrettach
Langenbrettach è un comune tedesco di 3 550 abitanti, situato nel land del Baden-Württemberg.